# Lincoln Township (comté d'Atchison, Missouri)
Lincoln Township est un township du comté d'Atchison dans le Missouri, aux États-Unis,. En 2010, le township comptait une population de 378 habitants. Fondé en 1871, il est baptisé en référence à Abraham Lincoln, seizième président des États-Unis.

## Source de la traduction
- (en) Cet article est partiellement ou en totalité issu de l’article de Wikipédia en anglais intitulé « Lincoln Township, Atchison County, Missouri » (voir la liste des auteurs).